# Крекінг-установка в Кертеху (EMSB)
Крекінг-установка в Кертеху (EMSB) — складова частина нафтохімічного майданчика, розташованого на східному узбережжі Малайського півострова.
У порту Кертеху працює потужний комплекс із шести газопереробних заводів, які здійснюють підготовку продукції офшорних родовищ (включаючи розташовані у індонезійському блоці Натуна, а також зоні комерційного врегулювання між Малайзією та В'єтнамом). Це дозволило створити тут численні хімічні підприємства, котрі виробляють аміак, оцтову кислоту і олефіни. Останні зокрема продукує установка парового крекінгу компанії Ethylene Malaysia Sdn Bhd (EMSB), створеної як спільне підприємство малайзійського концерну Petronas (72,5 %), енергетичного гіганту BP (15 %) та японської Idemitsu (12,5 %).
Введене в експлуатацію у 1995 році, піролізна установка спершу мала потужність у 320 тисяч тонн етилену на рік, а після модернізації в 1997-му досягла показника 400 тисяч тонн. Як сировина при цьому використовується етан, вилучений при підготовці природного газу.
Етилен споживається лініями з виробництва поліетилену високої щільності та лінійного поліетилену низької щільності загальною потужністю до 318 тисяч тонн, створеними в межах спільного підприємства Petronas і BP. Надлишок олефіну може постачатись заводу з виробництва мономеру вінілхлориду потужністю 400 тисяч тонн, запущеного у 2000 році СП все тої ж малайзійської державної компанії та японської Mitsui.
Можливо відзначити, що неподалік знаходиться ще одна піролізна установка, споруджена Petronas за участі інших іноземних інвесторів.